# 由甲申
由甲申（1932年—1990年），男，汉族，黑龙江海伦人，中国书法家、国画家，曾任中国书法家协会理事。